# Micromesus nannoniscoides
Micromesus nannoniscoides là một loài chân đều trong họ Nannoniscidae. Loài này được Birstein miêu tả khoa học năm 1963.